# Taejo av Joseon
Taejo av Joseon, född 1335, död 1408, var en koreansk monark. Han var kung av Korea mellan 1392 och 1398. Han var den första monarken av Joseondynastin. 